# Az ördög ügyvédje (film)
Az ördög ügyvédje (eredeti cím: The Devil's Advocate) 1997-ben bemutatott amerikai thriller.

## Cselekmény
A sikeres védőügyvéd, Kevin Lomax még egyetlen pert sem veszített el. A tárgyalótermen kívül, a magánéletében is sikeres, a feleségével, Mary Annel boldog, kiegyensúlyozott a kapcsolata. Egy napon azonban egy tekintélyes New York-i jogi cég megbízottja keresi fel. A titokzatos vállalkozás vezetője, John Milton figyelt fel a különleges képességekkel rendelkező jogászra. Ígéreteivel elkápráztatja fiatal kollégáját, így Kevin elvállalja a munkát, ám az új élet egy idő után kezd terhessé válni a számára. Megdöbben, mert mentorában természetfeletti képességeket tapasztal. A házassága is válságba kerül, neki pedig rá kell döbbennie, hogy már nem az igazságot szolgálja, hanem a megtestesült ördögöt.

## Szereplők
| Szerep                | Színész         | Magyar hangja (1. szinkron, 1998) |
| --------------------- | --------------- | --------------------------------- |
| Kevin Lomax           | Keanu Reeves    | Rudolf Péter                      |
| John Milton           | Al Pacino       | Végvári Tamás                     |
| Mary Ann Lomax        | Charlize Theron | Orosz Anna                        |
| Eddie Barzoon         | Jeffrey Jones   | Csurka László                     |
| Mrs. Alice Lomax      | Judith Ivey     | Tóth Judit                        |
| Christabella Andreoli | Connie Nielsen  | Orosz Helga                       |

## Díjak
- 1997-ben a filmet a Szaturnusz-díjjal jutalmazták a legjobb horrorfilm kategóriában.